# Cormac mac Cuilennáin
Cormac mac Cuilennáin (Cashel, c. 836 — Ballaghmoon, setembro de 908) foi um bispo e rei irlandês, conhecido como grande estudioso e canonizado nas igrejas católica e ortodoxa, com memória celebrada em 14 de setembro.
Cormac nasceu em Cashel, então capital do Reino de Munster, no ramo local do poderoso clã Eóganachta, sendo descendente de décima-primeira geração de Óengus mac Nad Froích. Tomou votos de celibato e tornou-se bispo antes de ser escolhido para o trono de Munster em 901, após a morte de Finguine Cenn nGécan. Teve um reino marcado por conflitos militares e expansão em direção a outros territórios no sul da Irlanda, buscando restaurar o domínio de Munster sobre o Reino de Leinster. Por fim, foi morto em humilhante derrota na Batalha de Ballaghmoon contra Leinster, quebrando o pescoço após cair de seu cavalo e sendo subsequentemente decapitado. Os Eóganachta, mesmo que ainda produzissem alguns reis para Munster após o massacre, nunca recuperaram o poderio que antes detinham.
Cormac foi sepultado em Dísert Díarmata, e já era venerado como santo no século XI. Os Anais Fragmentários delineiam sua erudição e piedade, mencionando que era profundo conhecedor do irlandês e latim e atribuindo-lhe a taumaturgia e virtudes de sabedoria, piedade e castidade. Hoje, é venerado tanto pela Igreja Católica como pela Igreja Ortodoxa, sendo comemorado em 14 de setembro.
Uma variedade de obras são associadas a Cormac, a exemplo do Sanas Cormaic (um glossário da língua irlandesa), o Saltério de Cashel, o Livro de Direitos, o Amra Senáin (uma elegia a São Senán de Inis Cathaigh) e um poema registrado no Livro de Lismore.

## Contexto
A Irlanda dos tempos de Cormac era dividida em vários pequenos reinos, chamados túatha (singular túath), talvez 150 ao todo, estimando-se que cada um teria em média cerca de 500 km2 e 3 mil habitantes. De jure, mas não necessariamente de facto, cada túath tinha seu próprio rei, bispo e corte. Variações em tamanho e poder entre diferentes túatha eram bastante consideráveis. Grupos de túatha eram dominados por um túath específico dentro da comunidade, cujo rei reinava em menor extensão sobre todo o conjunto.
Acima destes grupos locais estavam os cinco grandes reinos provincianos, cujos nomes sobrevivem nas atuais províncias da Irlanda: Connacht, Ulster, a Leinster de Corball, a Munster de Cormac e, por fim, Meath, o único antigo grande reino que não legou seu nome a uma província moderna. A estes podem ser acrescentados os reis setentrionais e meridionais dos Uí Néill. Estes últimos eram, a esta altura, os Grandes Reis da Irlanda, cuja autoridade era gradualmente crescente na Irlanda dos séculos VIII e IX. Nos tempos de Cormac, Flann Sinna era Grande Rei. Adicionalmente a estes reis nativos, havia pequenos reinos viquingues na costa da ilha. A destruição dos assentamentos viquingues setentrionais por Áed Findliath, antecessor de Flann, além de grande instabilidade interna, enfraqueceu os estrangeiros, que foram expulsos de Dublim pelos aliados de Flann no mesmo ano em que Cormac se tornou rei de Munster.

## Biografia
Cormac nasceu no clã Eóganacht Chaisil, filho de Cuilennáin mac Selbach, da linha de Cashel (em irlandês:  Caiseal) do clã Eóganachta, que por sua vez dominara Munster a partir do século V. Enquanto o historiador John Lanigan estima que teria nascido por volta de 837, a Enciclopédia Católica estabelece seu nascimento no ano de 836.
Segundo os Anais dos Quatro Mestres, Cormac foi tutorado por Esnerdgo, de Dísert Díarmata (atualmente Castledermot, no Condado de Kildare), recebendo ainda jovem boa educação em uma das escolas irlandesas. Segundo alguns relatos, fora casado ou noivo de Gormlaith, filha de Flann Sinna, Rei de Meath e Grande Rei da Irlanda, mas preferiu tomar votos de celibato. Os historiadores Paul Russell e Francis John Byrne veem este noivado enquanto ficção, este vendo na narrativa ecos da temática mitológica celta da deusa da soberania. Foi bispo de Cashel antes de ser coroado rei de Munster, sendo provavelmente o primeiro bispo desta diocese (separada da diocese de Emly após a consagração de Cormac), e talvez tenha sido antes Bispo de Lismore. Os Anais de Inisfallen descrevem-no como um “bispo nobre e célibe”.

### Reinado
Cormac foi escolhido rei de Munster em 901, assumindo por volta de 902 após a morte de Finguine Cenn nGécan, segundo os Anais de Ulster assassinado por seus associados, e segundo os Anais de Inisfallen morto pelos Cenél Conaill Chaisil, uma linha dos Eóganachta. Segundo os Anais dos Quatro Mestres, a data de sua coroação seria de 896, mas esta datação é díspar com os outros registros, a de 903 sendo preferida por historiadores. No processo de escolha, foi reconhecido como um candidato de décima-primeira geração de Óengus mac Nad Froích, e nenhum de seus ancestrais desde Óengus tinha sido rei de Cashel, motivo pelo qual, assim como outros reis clérigos de Munster do século IX, provavelmente fora um candidato compromissado.
Enquanto rei, tentou restaurar a autoridade dos reis de Munster sobre Leinster, e talvez aspirado ser Grande Rei da Irlanda. Os registros remanescentes, escritos largamente sob perspectiva favorável aos Uí Néill, apresentam um quadro enganoso, fortemente subestimando o poder e as pretensões dos Eóganachta. Desta forma, apenas os Anais de Inisfallen meridionais registram como em 907 Munster empreendeu campanhas em Meath e Connacht, onde Cormac derrotou Flann Sinna e manteve uma marinha operante no rio Shannon, que capturou o sítio de Clonmacnoise às suas margens.

### Batalha de Ballaghmoon
Em 908, Cormac e Flaithbertach mac Inmainén, seu conselheiro-chefe e abade da Ilha de Scattery, reuniram um exército e empreenderam uma campanha contra Leinster, cujo rei Cerball mac Muirecáin era genro e aliado de Flann Sinna. Muitos homens de Munster se recusaram a lutar, e estas notícias chegaram a Cerball, que propôs um acordo de paz segundo o qual os homens de Leinster dariam reféns e pagariam tributos. Cormac considerou aceitar o acordo, mas Flaithbertach o convenceu do contrário e o persuadiu a lutar, apesar de este estar convicto de que morreria.
Esta notícia, além da de que Flann e os Uí Néill viriam para ajudar Cerball, resultou em deserções no exército de Cormac, que não obstante invadiu Leinster, encontrando-se com Cerball e Flann em setembro em Ballaghmoon (em irlandês:  Bealach Mughna, no sul do atual Condado de Kildare). Seis mil homens de Munster, entre eles muitos nobres e clérigos, foram massacrados pelas forças de Leinster, incluindo Cormac, cujo pescoço foi quebrado após cair do cavalo. Flaithbertach foi capturado, enquanto Cormac foi decapitado. Sua cabeça foi levada a Flann, que não obstante desaprovou a profanação do corpo do rei inimigo, cuja santidade enquanto bispo reconhecia. Os Eóganachta, mesmo que ainda tenham produzido alguns reis para Munster após o massacre, nunca recuperaram o poderio que antes detinham. A destruição de seu reino após sua morte é retratada no poema Truag Caiseal gan Cormac (em português:  "Destruído está Cashel sem Cormac"), no fólio 141 b do Livro de Lismore.

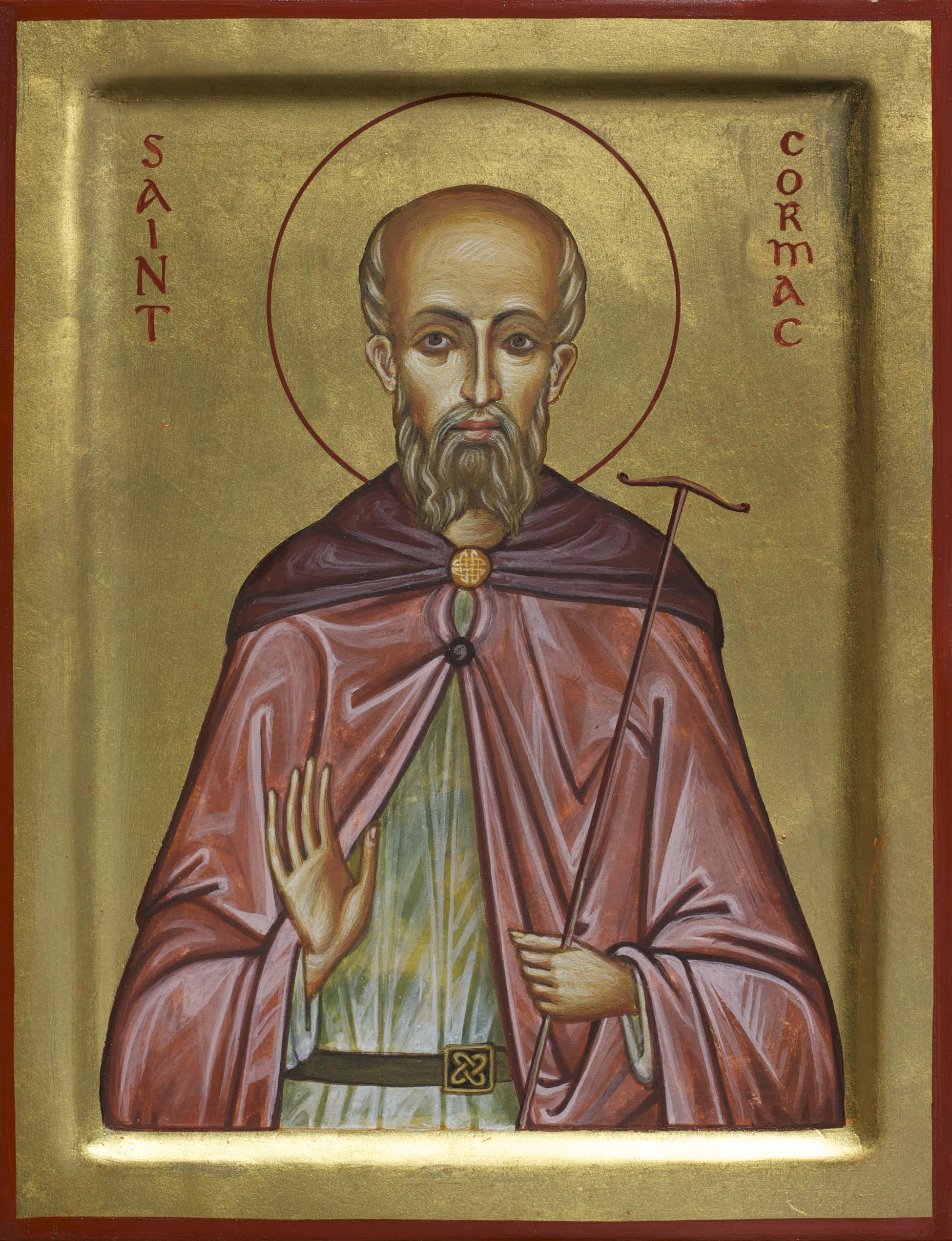
Ícone ortodoxo de São Cormac, por Aidan Hart

## Santo e estudioso
Como atestado por evidência contemporânea, Cormac já era venerado como santo no século XI. Os Anais Fragmentários atestam que suas relíquias haviam sido enterradas em Dísert Díarmata, onde ele era amplamente venerado, e que seu corpo produzia profecias e milagres. Estes mesmos Anais também delineiam sua erudição e piedade, mencionando que era profundo conhecedor do irlandês e latim e atribuindo-lhe a taumaturgia e virtudes de sabedoria, piedade e castidade.
Uma variedade de obras são associadas a Cormac, a exemplo do Sanas Cormaic, glossário de palavras difíceis da língua irlandesa no estilo de Santo Isidoro de Sevilha e considerado o primeiro dicionário do idioma. O Saltério de Cashel (em irlandês:  Saltair Caisil), hoje perdido em sua versão integral (ainda que se creia que o Sanas Cormaic era parte dele), também é associado a Cormac, provavelmente sendo originalmente uma compilação de uma série de autores. O Livro de Direitos (em irlandês:  Lebor na Cert) também é associado ao bispo e rei. As obras que hoje sobrevivem são provavelmente dos tempos de Muirchertach Ua Briain. Liam Breatnach, do Instituto de Dublim para Estudos Avançados, também atribui a Cormac o Amra Senáin, uma elegia a São Senán de Inis Cathaigh.
Há um poema de 56 versos atribuído a Cormac no fólio 141 b do Livro de Lismore, que o mesmo teria escrito ao visitar Cenn Claire, com a linha inicial Bai fáidh an feinnidh bái sunn (em português:  "o guerreiro que morou aqui era um profeta").